# La Maroma
La Maroma, con 2069 m s.n.m. de altitud,
es de los picos más altos de la sierra de Tejeda, dentro del parque natural de las Sierras de Tejeda, Almijara y Alhama. Hasta 2020 se consideraba el punto más alto de la comarca de la Axarquía y de toda la provincia de Málaga , en España. Es visible desde varios puntos de la provincia, entre los que se encuentran la propia ciudad de Málaga, también desde Granada capital y numerosos lugares de su provincia.

## Toponimia
Aunque el pico es conocido como La Maroma, su nombre original es Tejeda. La confusión con el nombre deriva de una sima que está junto a la cima, y para la que se usaban maromas (cuerdas) para descender a recoger nieve, término que dio nombre a la sima. La emigración de algunos cordobeses con seseo en su forma de hablar, a poblaciones al pie de la montaña donde los habitantes ceceaban, produjo confusiones entre el término sima de la Maroma (con s) y la cima (con c) cambiando el nombre a la montaña.

## Geografía

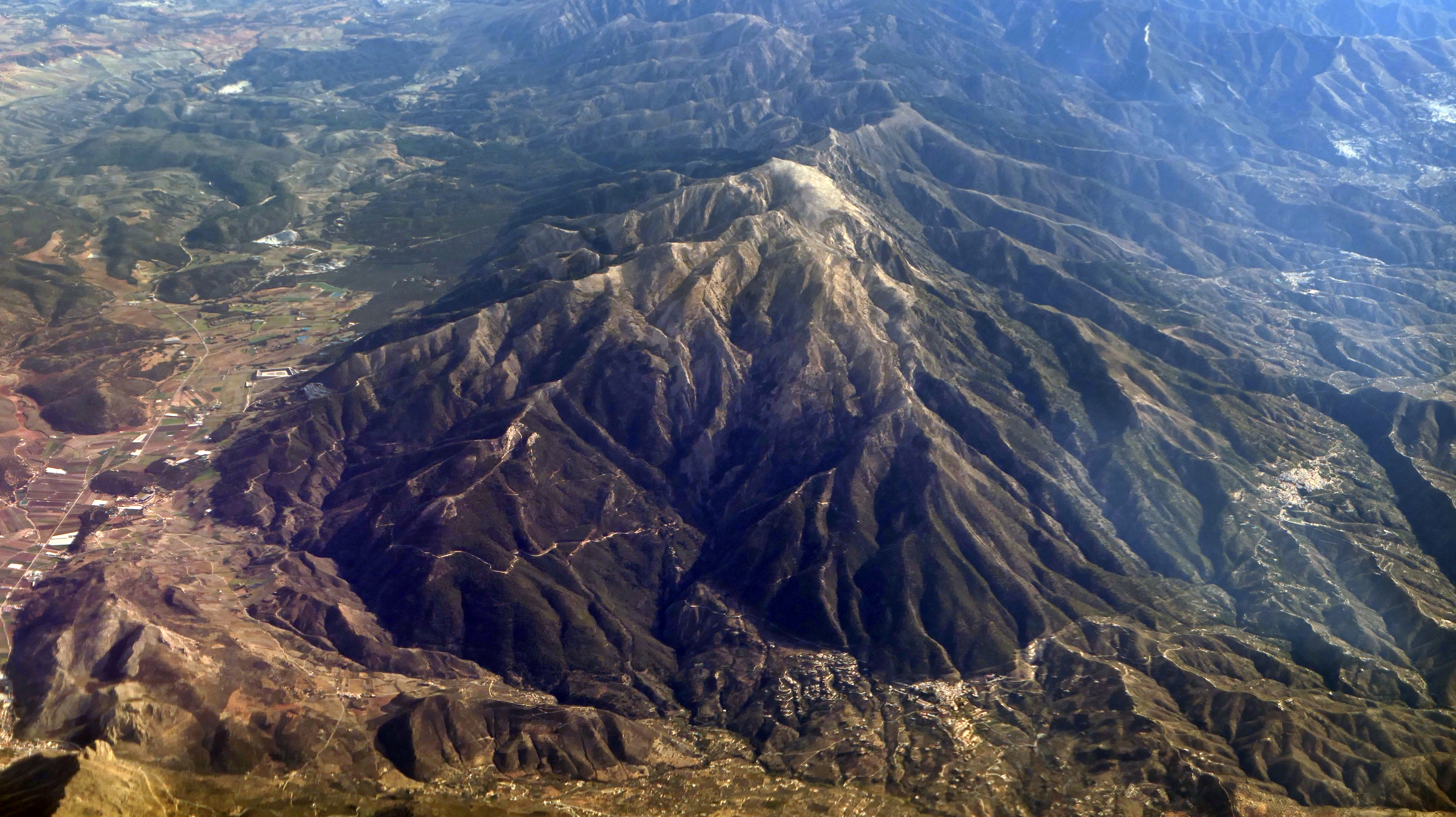
Vista aérea del lado occidental de la montaña.

Se ubica entre Granada y Málaga, indicado así en el Atlas Nacional del Instituto Geográfico Nacional, cuyo pico aparece en ambas provincias. Es el límite entre los municipios de Alhama de Granada y Canillas de Aceituno, y por ende, entre las dos provincias, Granada y Málaga.

## Ascensión

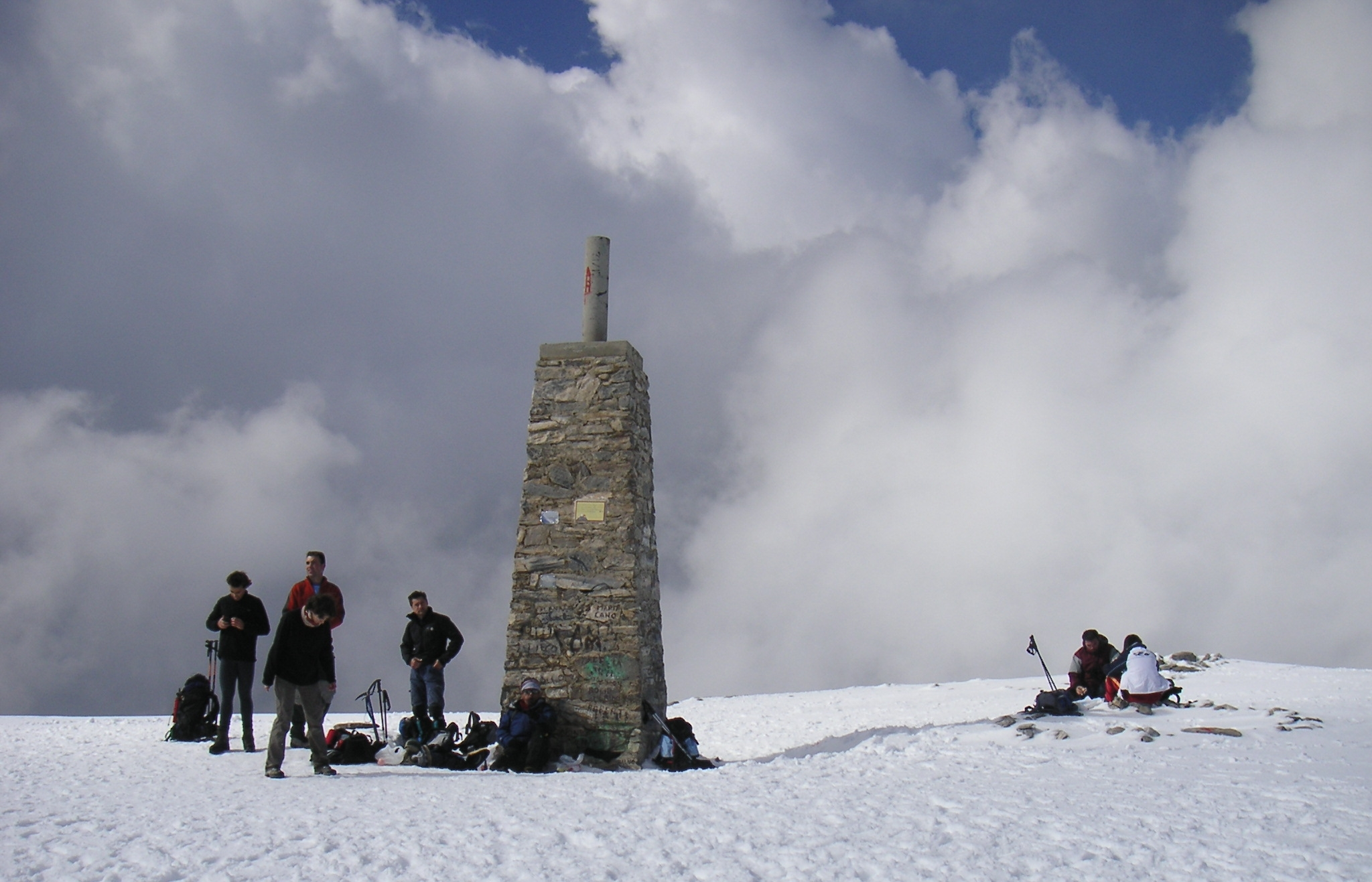
La Cumbre en el invierno.

Las rutas principales de ascensión son por el Norte la ruta de El Robledal partiendo desde Ventas de Zafarraya, por el Sur asciende otra ruta desde Canillas de Aceituno y otra desde Sedella, y por último desde el Oeste parte la ruta de Alcaucín. 

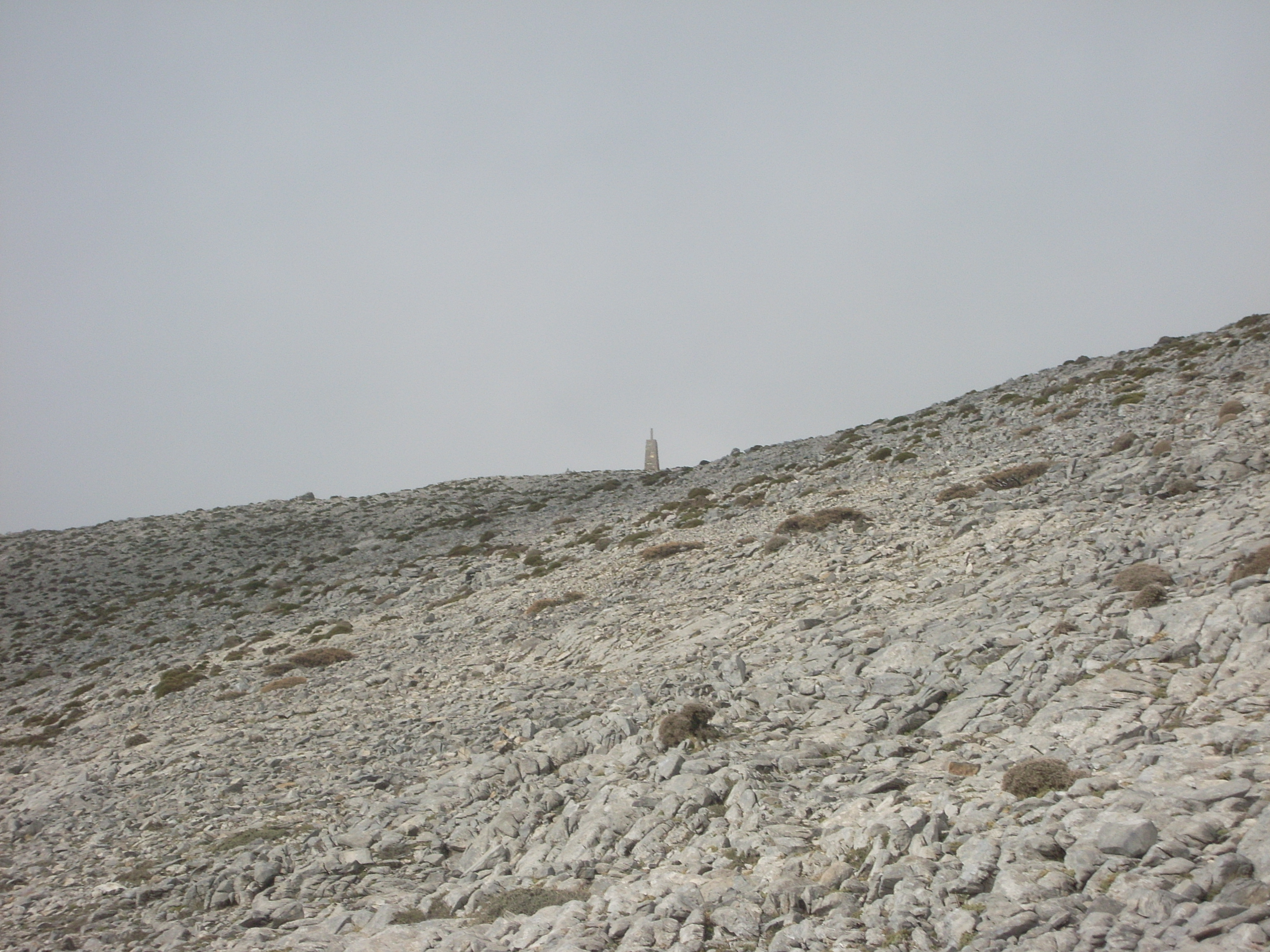
Vértice geodésico de la Maroma.

Si se toma la ascensión por el Robledal, el primer tramo discurre por un sendero amplio, cómodo y con poco desnivel. En el suelo se ven muchas hojas de Roble, el cual da nombre a esta zona. Seguidamente se observa en la pista una flecha que nos indica que tenemos que desviarnos a la izquierda para subir a la Maroma. A partir de aquí comienza a subir el desnivel de la ruta pero muy suavemente, por lo que se puede hacer sin problema. Se llega a una zona amplia, como un claro en el bosque. Se sigue la ruta por un estrecho sendero mientras de frente tenemos una preciosa vista de la montaña. La complicación comienza pasada la zona llamada “Tejar” (por encontrarse Tejos entre la arboleda que cruzamos), ya que el desnivel es mucho más fuerte y pesado. Pasada la subida entre pinos podemos disfrutar de nuevo, mirando atrás, de unas fantásticas vistas. Posteriormente se llega a una zona mucho más rocosa.Tras este tramo se llega al sendero que llevará al Salto del Caballo donde pasado este, se gira hacia la izquierda para enfilar la subida a la Maroma. Se continúa la subida y llegamos a los Tajos de la Maroma. A falta de un kilómetro y poco para llegar al punto geodésico, el sendero se ve perfectamente marcado y más adelante se encuentran hitos cada pocos metros. Se anda un buen tramo siguiendo estos hitos que facilitan muchísimo el guiarse y por fin, vemos a lo lejos nuestros destino. Así se llega al punto geodésico que marca los 2066 metros de altitud de La Maroma. Las vistas que rodea hacen que hayan merecido la pena las casi tres horas de subida.